# Constantinople (film)
Pour plus de détails, voir Fiche technique et Distribution.
Constantinople (titre original Fetih 1453 : La conquête 1453) est un film historique d'aventures turc sorti en 2012 dépeignant la prise de Constantinople par les forces ottomanes qui entraîne la destruction de l'Empire byzantin. C'est le film au plus gros budget de l'histoire turque et un très grand succès populaire. Toutefois, le film a aussi été à l'objet de virulentes critiques pour le nationalisme qu'il glorifierait et sa vision biaisée de l'histoire. 

## Synopsis
Le film raconte la prise de la cité de Constantinople, capitale de l'Empire byzantin agonisant par le jeune Mehmed II. Il commence à l'époque de Mahomet. Là, Abu Ayyub al-Ansari raconte que Constantinople sera conquise par un commandant et une armée bénie. 
Le film reprend sur l'arrivée au pouvoir de Mehmed II après la mort de son père Mourad II en 1451 et très rapidement, il apparaît que l'objectif du jeune sultan est de s'emparer de Constantinople en dépit des oppositions auxquelles il fait face à son arrivée sur le trône. Dans le même temps, la papauté s'inquiète de la possibilité de la chute de Constantinople tandis que l'empereur byzantin Constantin XI semble confiant dans l'incapacité de Mehmed à mener le siège de la cité, malgré les avertissements de Lucas Notaras. En effet, le sultan a déjà été brièvement aux commandes de l'empire ottoman quelques années auparavant mais il avait été privé du pouvoir par le vizir Halil Pacha qui avait rendu les rênes de l'empire à Mourad, ce qui fragilise sa situation. Constantin en profite même pour demander le paiement de la pension d'Orkhan, un prétendant ottoman exilé à Constantinople, pour rappeler que l'empereur byzantin a les moyens de menacer le pouvoir de Mehmed. Cette action ne fait que renforcer la motivation du sultan à s'emparer de la cité.
Pour mener à bien son projet, Mehmed s'assure de la paix avec ses voisins et envoie des messagers au pape, aux Hongrois, aux Serbes, aux Polonais, aux Génois et aux Vénitiens. Il restaure les installations portuaires de Gallipoli ce qui permet de construire 100 galères en une année. 
Après avoir réprimé une révolte des Karamanides, Mehmed revient à Adrianople. Là, il envoie un messager à l'empereur Constantin pour lui déclarer qu'il ne paierait plus la pension d'Orkhan. Peu après, il commence la construction de la forteresse de Romeli Hisar pour bloquer l'accès à Constantinople depuis la mer Noire. Cet acte est synonyme de déclaration de guerre envers les Byzantins. Ces derniers ne peuvent compter sur l'aide des royaumes européens empêtrés dans leurs propres problèmes (guerre de Cent Ans pour les Français et les Anglais, volonté de conquérir la couronne impériale pour le roi germanique). Finalement, le 29 mai 1453, après deux mois de siège, la cité de Constantinople tombe aux mains des Turcs.

## Production
Le budget du film n'est pas connu avec certitude. Il a été produit sur de plus de trois ans et son coût est estimé à 17 millions de dollars. D'autres sources affirment que ce coût n'est que de 8 millions de dollars. Le journaliste turc Ali Eyuboglu a demandé le montant du budget au producteur et ce dernier a affirmé n'avoir jamais donné de chiffre à la presse. En outre, un autre coproducteur a confié au journaliste que les quatre millions de billets d'entrée ont couvert les dépenses du film. Or, en Turquie, le profit au producteur est estimé à deux dollars par ticket, de fait, le film n'a pas dû coûter plus de huit millions de dollars. Quoi qu'il en soit, il est le film le plus cher de l'histoire du cinéma turc. La bande-annonce du film a pris un mois et demi pour être réalisée et a coûté 600 000 dollars. Elle a été vue par plus d'1,5 million de personnes dans les 24 heures suivant sa sortie.

## Réception et controverses
Profitant du regain d'intérêt que suscite la période ottomane en Turquie, le film y est un immense succès. En effet, depuis quelques années, la période ottomane est mieux considérée par l'historiographie turque après plusieurs décennies où l'influence du kémalisme a fait de cette époque une ère décadente. Depuis, les événements glorieux de l'Empire ottoman comme la prise de Constantinople ou le règne de Soliman le Magnifique deviennent des objets de fierté nationale. Au total, avec 6 564 900 places vendues dans les cinémas turcs, Fetih 1453 est le film le plus vu de l'histoire en Turquie. 
Toutefois, le film a suscité certaines controverses. En effet, il est parfois vu comme un symbole du nationalisme turc et au Liban, les populations chrétiennes l'ont fustigé, y voyant un film opposant la civilisation chrétienne à la civilisation musulmane. Du fait de cette opposition, la diffusion du film a été suspendue. En Grèce, où les tensions avec la Turquie sont encore latentes, le film a aussi été l'objet de vives controverses du fait de l'absence de toute mention du pillage de la ville et de l'aspect négatif sous lequel est présenté l'empereur Constantin XI ainsi que l'Empire byzantin en général,. Ainsi l'hebdomadaire grec Proto Thema note que « le film oublie de montrer le massacre des Grecs et le pillage de leur territoire par les Turcs ».

## Fiche technique
Source et légende : Internet Movie DataBase.
- Titre original : Fetih 1453
- Réalisation : Faruk Aksoy
- Scénario : Attila Engin et Irfan Saruhan
- Musique : Benjamin Wallfisch
- Société de production : Aksoy Film
- Budget : 17 000 000 $
- Pays d'origine :  Turquie
- Format : 2,35:1, 35 mm, D-cinéma, Dolby Digital
- Langue officielle : Turc
- Durée : 165 minutes
- Genre : Historique et aventures[11],[12],[13]
- Dates de sortie: 
  - France : 16 février 2012

## Distribution
- Devrim Evin : Mehmed II
- Recep Aktuğ : Constantin XI
- İbrahim Çelikkol : Ulubatlı Hasan
- Cengiz Coşkun : Giovanni Giustiniani
- Naci Adıgüzel : Lucas Notaras
- Sedat Mert : Zaganos Pacha
- Yılmaz Babatürk : Ishak Pacha
- Hüseyin Santur : Suleïman Baltaoğlu
- Murat Sezal : Isa Pacha
- Erden Alkan : Halil Pacha
- Erdoğan Aydemir : Urbain
- Ali Rıza Soydan : Nicolas V
- İzzet Çivril : Isidore de Kiev

## Différence avec les événements réels
- L'armée turque ne comptait aucun trébuchet dans ses rangs[14].
- Giovanni Giustiniani n'est pas tué par Hasan mais par un carreau d'arbalète ou un tir de couleuvrine qui le blesse mortellement. Il est ensuite évacué par mer et il meurt probablement lors du trajet. Toutefois, son départ est très certainement à l'origine d'un mouvement de panique dans les rangs des défenseurs[15].
- S'il est certain que l'empereur Constantin XI meurt lors des ultimes phases des combats, on ignore ce qu'il est advenu de son cadavre.
- Le film présente le siège comme un épisode de djihad avec de nombreuses références religieuses anachroniques : les prières publiques avec "Allah Akbar" ainsi que les sapeurs-martyrs qui se font sauter en criant eux aussi "Allah Akbar" ou le rôle de pivot donné au "Sheik blanc" sont les témoins d'une volonté "islamo-nationaliste" (d'après le spécialiste du monde ottoman Henry Laurens) qui était absente lors du siège de 1453[réf. nécessaire].

- Le film donne l'impression d'un affrontement entre deux immenses empires mais la réalité était que l'Empire romain d'Orient dit byzantin était décadent depuis deux siècles et réduit à quelques territoires autour du détroit du Bosphore.
- Une scène montre le Doge de Gênes appuyer Giustiniani pour préparer une flotte vers Constantinople, mais cela est faux. Tant Venise que Gênes qui avaient des intérêts commerciaux dans la région et qui commerçaient avec les Ottomans, car ce sont eux, depuis plusieurs années déjà les maîtres de la région. Les deux républiques marchandes avaient laisser libre cours à leur population d'aller prêter main-forte aux Romains et d'équiper des bateaux, mais ce n'était pas la république qui prenait l'initiative. Les deux républiques ainsi que d'autres États ont fournis de l'aide aux Romains. Également, Giustiniani n'était pas dans les bonnes grâce de son gouvernement, c'était un pirate et avait déjà eu des problèmes avec Gênes.
- Le film ne montre pas les scènes de pillage de la ville avec l'arrivée des Ottomans, Constantinople va être mise en sac.
- Un autre anachronisme du film est l'appellation « Byzantins » que fait un des membres du clergé auprès du pape Nicolas V, car ce terme est apparu à la période moderne, dans le contexte de « redécouverte de l'Antiquité », du zénith de l'Empire romain soit le 1-2e siècle. Voulant effacer la noirceur du Moyen-Âge, selon les penseurs de la péninsule italienne, le terme byzantin apparaît pour ne pas dire Romains, car on veut s'approprier l'héritage, mais dans la réalité dans l'Empire, ils se considèrent comme étant Romains. Idem pour l'Occident qui va les appeler soit empire Romain ou plutôt l'Empire grec.